# تاکارا
تاکارا (انگلیسی: Takara Holdings) شرکت صنایع غذایی ژاپنی است، که در سال ۱۹۲۵ تأسیس شد.